# بایست، بمیر و زنده شو
بایست، بمیر و زنده شو (روسی: Замри, умри, воскресни) یک فیلم به کارگردانی ویتالی کانوسکی است که در سال ۱۹۸۹ منتشر شد. این فیلم برنده دوربین طلایی از جشنواره فیلم کن شده‌است.